# 金田治
金田 治（かねだ おさむ、1949年8月31日 - ）は、日本の映画監督・演出家・実業家。ジャパンアクションエンタープライズ代表取締役社長。
新潟県出身。専門学校東京デザイナー学院卒業。身長173cm。

## 来歴
1970年（昭和45年）、銀座の飲食店でバーテンダーとして務めながら仕事に疑問を感じていた折に、千葉真一がアクションチーム「JAC」（ジャパン・アクション・クラブ）を結成したことを知り、山岡淳二や酒井努らと共に研究生として入門。
1971年（昭和46年）、『仮面ライダー』でトランポリンアクションを担当。当時は駆け出しであり、撮影現場へ呼ばれて仮面ライダーのマスクを手渡されたが、まっすぐ跳べずに怒られたという。
1973年（昭和48年）、JAC初の単独アクション担当作品である特撮テレビ番組『ロボット刑事』（東映、フジテレビ）で、主人公ロボット「K」のスーツアクターに抜擢される。
1975年（昭和50年）、『正義のシンボル コンドールマン』（東映、NET）で技斗を担当。金田は殺陣をつけるのに無我夢中で後年のように作品の設定・世界観を考慮したり周囲の意見を取り入れることなどはできなかったが、同じ川内原作の『月光仮面』のイメージを指針としていたことを述べている。以後、指導方面での頭角を現し、数多くの特撮番組、映画、舞台(主に宝塚歌劇団)などで技斗やアクション監督を担当。
1993年（平成5年）、その後、プロデューサーの堀長文を始め周りの友人のスタッフからの勧めで東映の「メタルヒーローシリーズ」、『特捜ロボ ジャンパーソン』（東映、テレビ朝日）を皮切りに、アクションパートだけではなく本編の監督も担当。
1996年（平成8年）、日光江戸村の経営母体（当時）の「大新東グループ」傘下から離脱する形で設立された、新生「JAC」の社長に就任。
その後、「平成仮面ライダーシリーズ」に本編監督としてたびたび参加。2008年4月公開の『劇場版 仮面ライダー電王&キバ クライマックス刑事』以降何かとライダーシリーズの映画作品を手がけることが多い。2011年10月から『戦国★男士』にて初のメイン監督を務める。2012年には『仮面ライダー×スーパー戦隊 スーパーヒーロー大戦』の演出を担任したのがきっかけで意欲が沸き『特命戦隊ゴーバスターズ』の依頼を引き受け、長らく実現しなかったスーパー戦隊シリーズへ監督として初参加を果たした。2度目の参加となった『手裏剣戦隊ニンニンジャー』では、後半への参加も打診されていたが、映画『仮面ライダー1号』の撮影と重なったため2話のみの参加となった。

## 人物
幼い頃から入門するまで、テレビや映画はほとんど見てこなかったという。
千葉真一直伝による、「演技者の肉体をフルに駆使したアクション」を旨としている。体技としてのアクションのみならず、崖や吊り橋、障害物の多い屋内など、危険度の高いシチュエーションでの見せ方にもこだわりを持っている。金田組では、アクションの現場は他の組以上にスリルを喚起させる場所を選ぶことが多く、俳優やスーツアクターはいつも以上に力が入るという。撮影現場では、自ら「ガガガガーンと来た、するとあっちからババン、バババババーンと来る。カメラはスーーーーウウウウウィッだ」 などと「打撃や爆発などの効果音」をふんだんに叫びながら指導するスタイルをとっている。この指導スタイルは、同事務所所属の竹田道弘や諸鍛冶裕太にも受け継がれてる。『手裏剣戦隊ニンニンジャー』の出演陣も演出の熱さを証言している。
キャラクターものの演出にあたっては、企画意図やキャラクターの設定・世界観を考慮し、現場の意見も取り入れながら徐々にイメージを固めていくと述べている。集団ヒーローでは、3人がキャラクターの差別化や個々の動きを見せるのに程よいという。
近年は、アクション監督としての活動は途絶えており、髙寺成紀との対談において「アクション監督はもうやらないね。今は、アクション監督やるぐらいなら監督やるって言うスタンスでいる。ジャンル問わずアクションなしのお芝居だって撮ってみたいもの。」と語っている。
スーパー戦隊シリーズについてはシリーズとしての完成度の高さを評価しており、自分で撮影するよりも観客として観ている方が良いと述べている。特に同シリーズで擬斗を担当した山岡淳二を高く評しており、その奇抜な演出に刺激を受けていたという。
企画者104の横田誠は、『宇宙刑事ギャバン』での魔空空間の合成は金田とカメラマンの瀬尾脩の息があっていた神業であると評している。
JAEに所属していた元俳優の金田進一は実子。映画『劇場版 さらば仮面ライダー電王 ファイナル・カウントダウン』では、治が本編監督、進一がスーツアクターという立場で父子ともに参加している。

## 作品

### 監督

#### テレビドラマ
- メタルヒーローシリーズ（東映・ASATSU・テレビ朝日）
  - 特捜ロボ ジャンパーソン（1993年 - 1994年）[注釈 1]
  - 重甲ビーファイター（1995年 - 1996年）
  - ビーファイターカブト（1996年 - 1997年）
- 仮面ライダーシリーズ（東映・ADK・テレビ朝日）
  - 仮面ライダークウガ（2000年 - 2001年）
  - 仮面ライダーアギト（2001年 - 2002年）
  - 仮面ライダー響鬼（2005年 - 2006年）
  - 仮面ライダー電王（2007年 - 2008年）
  - 仮面ライダーディケイド（2009年）
  - 仮面ライダーオーズ/OOO（2010年 - 2011年）
  - 仮面ライダー鎧武/ガイム（2013年 - 2014年）
  - 仮面ライダードライブ（2014年 - 2015年）
  - 仮面ライダーゴースト（2015年 - 2016年）
- 戦国★男士（2011年 - 2012年、テレビ神奈川 ほか）[注釈 2]
- スーパー戦隊シリーズ（東映・東映エージエンシー・テレビ朝日）
  - 特命戦隊ゴーバスターズ（2012年 - 2013年）
  - 手裏剣戦隊ニンニンジャー（2015年 - 2016年）

#### 映画
- メタルヒーローシリーズ（東映）
  - 劇場版 重甲ビーファイター（1995年）[注釈 3]
  - 宇宙刑事ギャバン THE MOVIE（2012年）
- 仮面ライダーシリーズ（東映）
  - 劇場版 仮面ライダー電王&キバ クライマックス刑事（2008年）
  - 劇場版 さらば仮面ライダー電王 ファイナル・カウントダウン（2008年）
  - 劇場版 仮面ライダーディケイド オールライダー対大ショッカー（2009年）
  - 仮面ライダー×仮面ライダー×仮面ライダー THE MOVIE 超・電王トリロジー EPISODE RED ゼロのスタートウィンクル（2010年）
  - オーズ・電王・オールライダー レッツゴー仮面ライダー（2011年）
  - 劇場版 仮面ライダー鎧武 サッカー大決戦!黄金の果実争奪杯!（2014年）
  - 仮面ライダー×仮面ライダー ゴースト&ドライブ 超MOVIE大戦ジェネシス（2015年）
  - 仮面ライダー1号（2016年）
  - 劇場版 仮面ライダーアマゾンズ Season1 覚醒（2018年）[16][注釈 4]
- スーパーヒーロー大戦シリーズ（東映）
  - 仮面ライダー×スーパー戦隊 スーパーヒーロー大戦（2012年）
  - 仮面ライダー×スーパー戦隊×宇宙刑事 スーパーヒーロー大戦Z（2013年）
  - 仮面ライダー×スーパー戦隊 超スーパーヒーロー大戦（2017年）[17]

#### 舞台
- ルナクリスタルの伝説（1993年、大泉シネファンタジー）[注釈 5]
- 戦え! 西洋妖怪バンパネラ／鶴姫外伝（1994年、大泉シネファンタジー）[注釈 5]
- 守れ! 愛のホーリーパワー（1995年、大泉シネファンタジー）[注釈 5]
- 愛と希望のプラズマパワー（1996年、大泉シネファンタジー）[注釈 5]

#### オリジナルビデオ
- J-MEN 1stシングル「限界Revolution」特典DVD、メイキングDVD（2010年）
- 鎧武外伝（2015年）
  - 仮面ライダー斬月/仮面ライダーバロン
  - 仮面ライダーデューク/仮面ライダーナックル

#### ネットムービー
- 仮面ライダーアマゾンズ（2016年、東映・Amazonプライム・ビデオ）2本担当

#### ショートムービー
- JAEオリジナル ショートムービー「華麗なる追跡 TARGET-標的-」（2015年）
- JAEオリジナル ショートムービー「華麗なる追跡2 〜Dファイル〜」（2015年）

### アクション監督・アクションコーディネーター

#### テレビドラマ
- 正義のシンボル コンドールマン[注釈 6]
- アクマイザー3
- 超神ビビューン
- スパイダーマン (東映)
- 超光戦士シャンゼリオン[注釈 7]
- スーパー戦隊シリーズ
  - バトルフィーバーJ
  - 鳥人戦隊ジェットマン[注釈 8]
- メタルヒーローシリーズ
  - 宇宙刑事ギャバン
  - 宇宙刑事シャリバン
  - 宇宙刑事シャイダー
  - 巨獣特捜ジャスピオン
  - 時空戦士スピルバン
  - 世界忍者戦ジライヤ[注釈 9]
  - 機動刑事ジバン[注釈 10]
- 仮面ライダーシリーズ
  - 仮面ライダーBLACK
  - 仮面ライダーBLACK RX
  - 仮面ライダークウガ[注釈 11]
- ザ・スーパーガール
- 噂の刑事トミーとマツ
- 太陽にほえろ! [要出典]
- 警視庁殺人課
- 幸福の黄色いハンカチ
- 婦警さんは魔女
- スーパーポリス
- ゲゲゲの鬼太郎
- 胸キュン刑事
- 徳川無頼帳[18]
- サンタが殺しにやってきた2[19]
- “1998”バトルな女ドラマ 七人のOLソムリエ[20]

#### 映画・オリジナルビデオ
- 子連れ殺人拳（1976年） ※剣カラテ指導
- 空手バカ一代（1977年）
- ジャッカー電撃隊VSゴレンジャー（1978年）（補佐）
- 忍者武芸帖 百地三太夫（1980年） ※スタント指導
- 燃える勇者（1981年）
- 妖怪奇伝ゲゲゲの鬼太郎 魔笛エロイムエッサイム（1987年）
- 姐御（1988年）
- リメインズ 美しき勇者たち（1990年）
- 女バトルコップ
- 女教師仕置人 復讐の女神
- 女教師仕置人 地獄の女神
- 仮面ライダーシリーズ
  - 真・仮面ライダー 序章
  - 仮面ライダーZO
  - 仮面ライダーJ
  - 劇場版 仮面ライダー龍騎 EPISODE FINAL（補佐）
  - 劇場版 仮面ライダー響鬼と7人の戦鬼[注釈 12]
- リゾート・トゥ・キル
- ヤマトタケル
- 人造人間ハカイダー

#### ステージ
- 後楽園スカイシアター バトルフィーバーJショー[21]（1979年）
- Misia「THE TOUR OF Misia2001」（2000年11月-2001年1月）

#### 舞台
宝塚歌劇団
- 去りゆきし君がために（1980年2月）
- 友よこの胸に熱き涙を（1980年11月）
- 白鳥の道を越えて（1981年6月）
- ジャワの踊り子（1982年5月）
- ヴェニス、獅子たちの夢（1983年4月）
- ブルー・ジャスミン -砂漠の愛-（1983年8月）
- はばたけ黄金の翼よ（1985年1月）
- パリ、それは哀しみのソナタ（1986年11月）
- ベルサイユのばら -アンドレとオスカル編-（1989年8月）
- EL DORADO（1997年6月）
- ザッツ・レビュー（1997年8月）
- 黒い瞳（1998年9月）
- 愛と青春の旅だち（2010年10月）

スペースワールド
- 忍者伝説（2000年）
- 忍者伝説II 鬼武者（2001年）

サンリオピューロランド
- プリンとダニエルの天使を救え（2001年）

その他
- 聖闘士星矢（1991年、SMAP主演版）
- パワーレンジャー（台湾公演）
- バトルファイターズ 餓狼伝説2
- 忍伝〜SHINOBI DEN〜・ツルギ（2001年）
- AI&YUKI　JAPAN Secret ShowCase Live（2017年8月28日・8月29日、きゃりあんショーホール） - AC監修

### 出演
- 殺人拳シリーズ（1974年）
  - 激突! 殺人拳 - 刑事B
  - 殺人拳2 - コステロの配下A
- ザ・ボディガード 第2話「よみがえる栄光の日々」（1974年、東映 / NET）
- 女必殺拳 危機一発（1974年）
- ウルフガイ 燃えろ狼男（1975年）- 殺し屋
- けんか空手 極真拳（1975年）- 権藤
- ザ★ゴリラ7（1975年）
- ジャッカー電撃隊VSゴレンジャー（1978年、東映）- 地獄拳士
- スパイダーマン 第12話「華麗なる殺人マシーンの変身」（1978年、東映 / 12ch）- ギルのボディガード兼殺し屋・バン

#### スーツアクター
- 仮面ライダー（1971年 - 1973年、東映・毎日放送） - 仮面ライダー（初期のトランポリンアクション）
- 人造人間キカイダー（1972 - 1973年、東映・NET） - キカイダー（初期のトランポリンアクション）
- ロボット刑事（1973年、東映・フジテレビ） - ロボット刑事・K（戦闘時）
- 宇宙からのメッセージ・銀河大戦（1978 - 1979年、東映・テレビ朝日） - 流れ星

#### イベント
- JAE NAKED LIVE「がんばろう 日本！」（2011年） - ゲスト出演
- JAEオリジナル JAE“春”プレミアムイベント　Jump Up！(2017年)  - バンド(ドラム)出演

#### オリジナルビデオ
- 佃井皆美はなぜアクションに生きるのか？feat.金田治（2017年2月8日、ビデオ・パック・ニッポン、東映ビデオ）